# Kładka Słodowa
Kładka Słodowa – kładka położona we Wrocławiu, łącząca Wyspę Słodową z terenem osiedla Nadodrze, w rejonie ulicy Drobnera (Bulwar Słoneczny). Przeznaczona jest dla ruchu pieszego i rowerowego. Przerzucona jest nad bocznym ramieniem rzeki – Odrą Północną. Przeprawa została wybudowana w 2003 roku, w ramach programu zagospodarowania wysp w Śródmiejskim Węźle Wodnym. Projekt kładki wykonany został w Pracowni Projektowej Tomasza Bonieckiego oraz ISBA według pomysłu J. Bliszczuka i T. Bonieckiego.
Most składa się z przęsła głównego nad korytem rzeki (rozpiętość 48 m; 49 m, a nad nurtem rzeki 30,69 m) oraz pochylni, schodów i ramp komunikacyjnych, wykonanych z żelbetu, na obu brzegach przekraczanej rzeki. Konstrukcję nośną stanowią dwa rurowe (średnica 450 mm), przenikające się przed zwornikiem, a w zworniku naprzemiennie mijające się, dźwigary stalowe, pochylone w stosunku do pionowej osi obiektu, o kształcie łuku (wysokość łuków 14,87 m), o kształcie parabolicznym ze ściągiem. Funkcję ściągu pełni pomost (szerokość 5,39 m; 6,59 m, szerokość użytkowa nad nurtem 3,5 m), również o konstrukcji stalowej, wykonany w postaci zamkniętego przekroju skrzynkowego, podwieszony za pomocą 20 want w osłonach ze stali nierdzewnej. Przyczółki kładki wykonano w technologii żelbetowej.
Inwestorem dla tej inwestycji był Zarząd Dróg i Komunikacji Urzędu Miejskiego Wrocławia. Generalnym wykonawcą KPRM SKANSKA S.A., a dostawcą want BBR CONA Compact.